# 新宿のめる・はける
新宿のめる・はける（しんじゅくのめる・はける）は、のめる石塚とはける舞子からなるフリーの男女お笑いコンビ。2023年3月までTWIN PLANETに所属していた。

## メンバー
- のめる石塚（のめるいしつか、1988年11月19日 -）。ボケ担当。立ち位置は向かって左。茨城県坂東市出身。茨城県立水海道第一高等学校卒業。
- はける舞子（はけるまいこ、1998年12月17日 - ）。ツッコミ担当。立ち位置は向かって右。東京都新宿区出身。

## 芸歴
新宿のガールズバーで出会い、2021年2月9日コンビを結成する。2021年『M-1グランプリ』1回戦敗退。
現役のカップルコンビであり、オチにキスをする漫才を行う。
キングオブコント2022 2回戦敗退。
2022年2月10日放送『アウト×デラックス』（フジテレビ）に、「相方に依存し過ぎている漫才コンビ」として出演。石塚の「相方と手を繋がないと生きていけないのに、破天荒な浅草芸人に憧れている男｣という性格がクローズアップされる。
2023年3月31日を以って所属していたTWIN PLANETを退所、フリーとなる。

## 人物

### のめる石塚
- 趣味はオカルト研究、怪談蒐集、社交ダンス。
- はける舞子とは交際しており同棲中。舞子と手を繋いでいないと不安で外も歩けない。電車に乗ることができないため、都内での移動はタクシーを使う。また閉所恐怖症のため、飛行機に乗ることもできない。エコー・シガーを愛煙。赤いスーツ、カンカン帽、『月刊ムー』Tシャツがトレードマーク。
- 尊敬する人物は、立川談志、ビートたけし、あした順子・ひろし、爆笑問題、北澤豪。

### はける舞子
- 趣味は社交ダンス、西洋美術史、ベース。特技はフランス語。石塚と出会った頃は、フランス人と交際していた。
- 高校時代は生徒会長を務めていた。
- 同棲中の石塚が不安症でアルバイトもできないため、ガールズバーのキャストを続けているほか、病院事務などいくつもの仕事を掛け持ちしている。好物はホルモン、白子、あんこ。メビウス・ワンボックスを愛煙する。
- かつては同じ事務所に所属するくまりえ。とのユニットコンビ「THEビフォーアフター」の活動も並行して行っていた[6]が、舞子が別の活動で頑張りたいという意向から、くまりえ。との間のモチベーションにギャップが生じたことで、2023年2月いっぱいでこのユニットは解消となった[7]。

## 出演

### テレビ
- アウト×デラックス（フジテレビ、2022年2月10日）
- あらびき団（TBS、2022年8月3日）
- ザ・細かすぎて伝わらないモノマネ（フジテレビ、2022年12月17日）
- 警視庁アウトサイダー（テレビ朝日）- 2023年1月12日、episode.2 「Clubカルチャー」のキャスト 役（はける舞子のみ）[8]